# وندوور
وندوور (به فرانسوی: Vendeuvre) یک کمون در فرانسه است که در Canton of Morteaux-Coulibœuf واقع شده‌است.

## خصوصیات
وندوور ۲۶٫۳۱ کیلومترمربع مساحت و ۷۴۲ نفر جمعیت دارد و ۳۶ متر بالاتر از سطح دریا واقع شده‌است.